# Capensibufo tradouwi
Capensibufo tradouwi é uma espécie de sapo da família Bufonidae. Ele é endêmico na África do Sul. Seu habitat natural são as vegetações arbustivas tipo mediterrânea, pradarias de clima temperado, rios, pântanos e marismas. Está ameaçado pela perda de seu habitat.